# 孫武

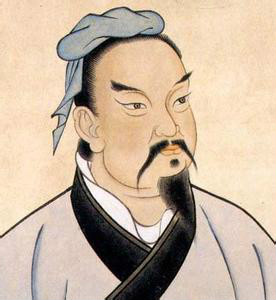
孫武

孫 武（そん ぶ、紀元前535年頃 - 没年不詳）は、中国古代・春秋時代の武将・軍事思想家。兵法書『孫子』の作者とされており、兵家の代表的人物。斉国出身。字は長卿。孫臏の先祖。「孫子」は尊称である。

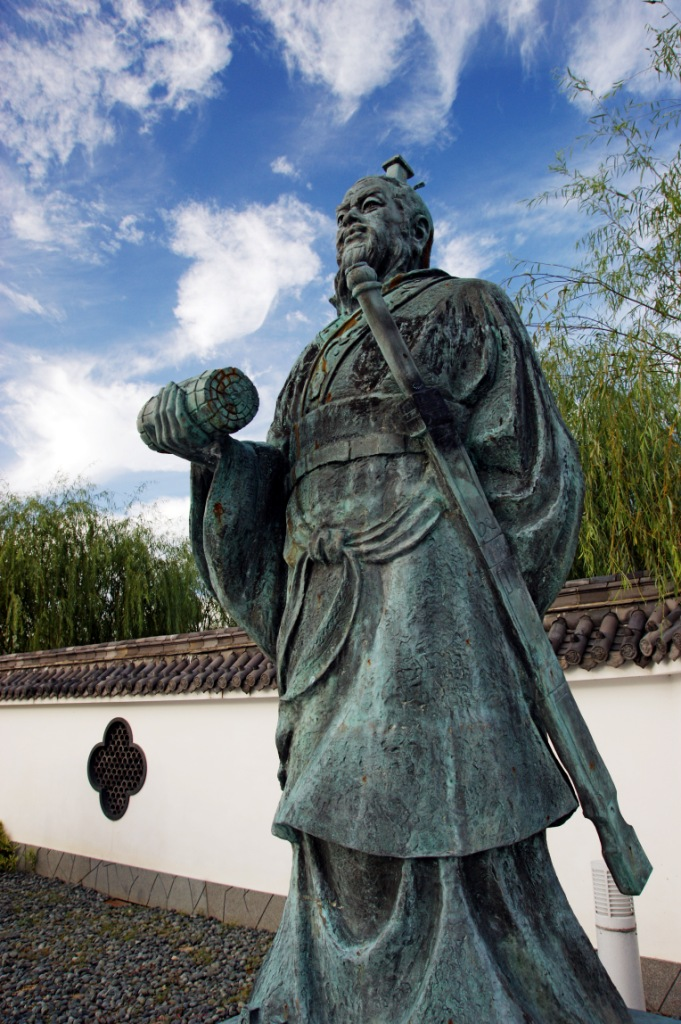
鳥取県湯梨浜町燕趙園の孫武（孫子）像

「戦わずして勝つ」という戦略思想、戦闘の防勢主義と短期決戦主義、またスパイの重要視など、軍事研究において戦略や戦術、情報戦など幅広い領域で業績を顕し、ベイジル・リデル＝ハート、毛沢東など、現代の軍事研究者、軍事指導者にも重要な思想的影響を与えた。その軍事思想は航空技術や核兵器など、古代に想定できなかった軍事技術の発展した数千年後の現代においても有効性を失わず、今なお研究対象とされている。

## 伝記
孫武に関する資料としては正史『史記』の他、呉越の興亡について記した野史（載記）の『呉越春秋』、孫子の先祖や子孫について述べた唐の正史『新唐書』「宰相世系三下」が主要な資料となる。これらの古文献の記述する孫武の伝記は以下のようなものであるが、史実性に関しては後述のとおり論争の対象である。
それによると、孫武の出自は斉国の大夫で後に田斉の公族・田氏（嬀姓）である。孫武は若年から兵書に親しみ、黄帝と四帝の戦いや古代の伊尹、姜尚、管仲らの用兵策略を研究したという。紀元前517年頃、一族内で内紛があり、孫武は一家を連れ、江南の呉国へと逃れ、呉の宰相・伍子胥の知遇を得る。孫武はその後、呉の王都・姑蘇郊外の山間に蟄居して『孫子』十三篇を著作した。
前515年、呉の王に闔閭が即位すると、伍子胥は闔閭に「孫子兵法」を献上し、七回にわたり登用を説いたため、闔閭は孫武を宮中に呼び出して兵法を問うた。この時のエピソードが『史記』巻65孫子呉起列伝第5に記されている次の「孫子勒姫兵」（孫子勒兵とも）である。

### 孫子姫兵を勒す
闔閭「先生の著作十三篇はすべて読んだが、宮中の婦人で、少し軍の指揮を見せてもらうことはできるか」
孫武はこれを了承した。孫武は宮中の美女180人を集合させて二つの部隊とし、武器を持たせて整列させ、王の寵姫二人を各隊の隊長に任命した。
孫武が「左右前後がわかるか」と聞くと、一同「わかります」と答えた。孫武は「前といえば胸を、左と言えば左側、右と言えば右側、後ろと言えば背側を見よ」と言った。女性たちは「わかりました」と答えた。そこで将軍の印の鉄斧を置き、命令をはじめた。太鼓を打って「右!」と号令すると、宮女たちはどっと笑った。
孫武は「命令が不明確で徹底せざるは、将の罪なり」と言い、命令を何度も繰り返した後に「左!」と太鼓を打つと、また宮女たちはどっと笑った。
孫武は「命令が既に明確なのに実行されないのは、指揮官の罪なり」と言って、隊長の二人を斬首しようとした。壇上で見ていた闔閭は驚き「将軍の腕は既によくわかった。余はその二人がいないと飯もうまくないので、斬るのはやめてくれ」と止めようとしたが、孫武は「一たび将軍として任命を受けた以上、陣中にあっては君命でも従いかねる事がございます」と闔閭の寵姫を二人とも斬ってしまった。そして新たな隊長を選び号令を行うと、今度は女性部隊は命令どおり進退し、粛然声を出すものもなかった。
孫武は「兵は既に整いました。降りてきて見ていただきたい。水火の中へもゆくでしょう」と言ったが、闔閭は甚だ不興で「将軍はそろそろ帰られるがよろしい、余はそこに行きたくはない」と言った。孫武は「王は言を好まれても、実践はできないのですね」と答えた。以後、闔閭は孫武の軍事の才を認めて将軍に任じたのである。

### 活躍とその後

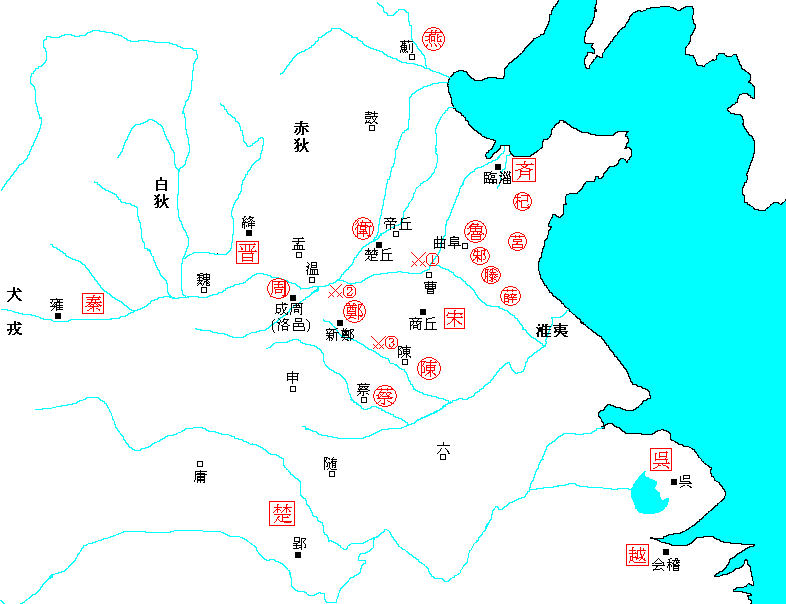
孫武の活躍した春秋時代の諸国の位置関係

前512年、孫武は将軍に任じられ、楚国の衛星国であった鍾吾国と徐国を攻略した。闔閭は勝利に乗じて楚国に進攻しようとしたが、孫武は「楚国は衰えてもいまだ強大です。また呉は戦いが続き兵が疲弊しています。今、楚を攻めるのは上策ではありません」と進言した。闔閭はこの意見に従い、また伍子胥の献策により、小部隊で楚の国境を絶えず挑発し、楚の大軍を国境に貼りつかせ、楚の国力を消耗させる作戦をとる。
6年後の前506年、楚は呉の保護下にあった地方領主・唐の成公と蔡の昭侯を攻め、二人は呉に救援を求めた。機が熟したと考えた闔閭は孫武と伍子胥を左右の将として軍を発し、呉と楚の両軍は漢水の河畔・柏挙で会戦する（柏挙の戦い）。孫武の陽動作戦によって楚軍主力は別の地域におびき出され、呉軍本隊が現れ首都に向かうとの情報で急遽転進してきたため、戦場に到着したときには強行軍の連続で既に疲弊しきっていた。三万の呉軍は二十万の楚軍を大いに破り、さらに進撃して五戦して五勝し、十日のうちに楚の王都・郢城を陥落させて楚の昭王を逃亡させる。強国・楚の大軍を寡兵で破ったこの戦いにより孫武の名は中原に轟いた。
その後、楚の臣の申包胥が秦に逃亡し、彼の策によって秦が呉国を攻めたので、呉軍はやむなく楚から撤退した。 以後呉は北方の斉、晋を威圧して諸侯の間にその名を知らしめたが、それらの功績は孫武の働きによるところが大きかった。
前496年、闔閭は孫武の意見を容れず越を攻めたが苦戦に陥り、闔閭は敵の矢による負傷が悪化して死亡した。孫武は伍子胥とともに太子の夫差を補佐して国力を養い、のちに呉は夫椒で越を大敗させ雪辱を果たした。
孫武の後半生については記録が残っていない。後漢の『載記』が引く『呉越春秋』夫差内伝によれば、孫武は讒言する者があって辞職を願い出たといい、以後の呉国に関する史書からは、孫武に関する記述が途絶える。その後夫差は次第に慢心するようになり、讒言によって孫武の莫逆の友であった伍子胥に、剣を賜り自決させる。孫武もまた誅殺されたとも、隠棲して実戦経験をもとに『孫子兵法』の改良に取り組んだとも言うが、何れも伝承の域をでない。
孫武の墓もはっきりしていない。蘇州の北にある陵墓が孫武のものであるという説もあるが確定していない。

## 史実性に関する論争
孫武が実在した武将なのかどうか、古くから中国史学者の間では論争が続いていた。そもそも呉で大活躍した武将にもかかわらず、呉に詳しい『春秋左氏伝』に孫武の話が全く登場しないというのが不自然である。その上、孫子兵法は兵法十三編のはずだが、『漢書』「芸文志」ではなぜか八十二編になっているなど謎が多いためである。
既に北宋の兵法家・梅堯臣が、「戦国時代の話のようだ」と孫子兵法と孫武の関係を疑問視していたが、南宋の葉適はさらに一歩を進めて、以下のように孫武非実在説を唱えた。「春秋時代に、他国の人を将軍にした話は全くない。呉の人でもない孫武が、なぜ将軍になれたのだろうか?『春秋左氏伝』に孫武が登場しないのも、おかしいではないか。（結局）孫子の兵法は、春秋の末、戦国の初めの、名もない山林の隠者の作であろう。呉で大活躍したなどというのは、兵法家連中の大げさなデマ、でっちあげだ。闔閭の姫を斬った話など、実に異常ではないか。まったく信用が置けない」（『古今偽書考』に引く葉適の説）。
この説に賛同する者は多く、全祖望、斎藤拙堂、斉志和らなどが孫武非実在説の学者は複数いる。理由を整理すると、『史記』以前の『春秋左氏伝』等の有力な古籍に孫武の名が全く見られないこと、「武」という名が出来すぎていること、『漢書』「芸文志」には「呉孫子兵法八十二篇図九巻」あって、現行の十三篇の孫子と符合しないことなどである。ただし、この孫武非実在説が正しいかどうかも論争の対象となっていて、『古今偽書考』では、「では史記の孫武の記述はウソなのか?孫武は実在したのか?しなかったのか?もはや古代のことで全くわからない」と、さじを投げている。
彼らは『史記』などの古文献の記述の真実性を疑問視し、更に孫子の文章の中に戦国時代の思想である「形名」「五行」などが登場する上、春秋時代の合戦の有様と孫子の文章が相違している点が多いことを論じている。この一派を「疑古派」と称し、彼等により『孫子』は孫臏の著作とするもの、ひいては孫武自体が架空の人物であるとする見解が、清末期から現代にかけて有力になったこともあった。1980年代頃までの孫子の解説書は概ね当時主流のこの立場に拠り、孫武は架空の人物と断定した記述がある。例えば、1961年に出版された貝塚茂樹の『諸子百家』（岩波新書）では、「孫子の兵法は呉の軍師孫武の作だというのは全くのデタラメで、孫臏自身の作品に他ならないことが最近明らかにされた」と断じている。だが1972年、山東省臨沂県で発掘された一群の銀雀山漢簡で『孫子兵法』十三編と、孫臏の著した兵法書（『孫臏兵法』）の竹簡が発見された。さらに分析の結果『孫子』十三編は『孫臏兵法』とは別物であることが証明され、孫武の実在が確かめられたのである（金谷治の説）。
ただし、孫武の事跡に関する史実性に関しては論争が継続しており決着を見ていない。研究者の一部からは、『史記』孫子伝の信憑性が疑われている。特に孫子勒姫兵（孫子勒兵）の故事については「指揮に従わないというだけで隊長を処刑することも、その他の行動も孫子兵法に合致しない。この話は孫子の兵法を曲解した後世の者の創作であろう」（天野鎮雄、要約）、「説話的で、史実とは考え難い」（金谷治、同）等の意見も有力である。金谷治は、『孫臏兵法』に「孫氏の道」とあることから、孫武を中心にした孫氏学派のような兵法家集団がおり、今の孫子兵法は孫武の作に兵法家たちが付加して成立したものだと考えており、天野鎮雄は、孫子兵法の重複部分を削ったものが、おそらく孫武の真作に近い部分ではないかと考え、「原孫子」を推定している。

## 孫子の子孫
上記の『新唐書』「宰相世系三下」によると孫一門は、田完から五世の子孫である孫武の祖父が軍功あって孫姓を賜ったことに遡る。
それによると、孫武につき「（孫）憑は武を生む。（武の）字は長卿。田・鮑四族の謀、乱を為すを以て，呉に奔り，将軍となる。三子あり、馳、明、敵なり」とし、孫武には孫馳・孫明・孫敵という三人の息子がいたと記述する。次男の孫明は呉の富春郡を賜り、後の富春孫氏の祖となったと伝わる。富春孫氏はまた富春龍門孫氏と称され、『四庫全書』によれば三国時代の孫堅、孫策、孫権父子はこの家系とされる。
一方で『三国志』の著者陳寿は「孫堅は孫子の子孫だといわれる」と曖昧に記し、さらに南朝の宋代の『異苑』は、孫堅の父は「瓜売り」の孫鍾なる人物であったとする。同時期の『幽明録』（現在は散逸）や、東晋の裴啓の『裴子語林』にも孫鍾の名が記されているなど反証も多く、孫堅が実際に孫武の子孫かどうかは疑問が多い。
現在の浙江省杭州市富陽区南部のある村では、住人の9割が「孫氏」を名乗り、富春孫氏の末裔を称する。村に伝わる族譜によると、客家の孫文もまた富春孫氏に連なるという。中国政府の調査によると、この族譜は清代のものである。

## 孫武を題材にした作品
小説
- 海音寺潮五郎 『孫子』 毎日新聞社、1964年　のち講談社文庫　 のち講談社文庫・新装版（上下巻）

初出時は『小説孫子』。戦後の孫子ブームの頃、毎日新聞から依頼され海音寺が書いたものである。作者によれば、史記・孫子呉起列伝は簡潔すぎて書きようがなく、兵法書・孫子から類推して人物造形を行ったという。この本の創作が史実のように引用されることもあるため注意を要する。
- 鄭飛石、李銀沢訳 『孫子の兵法（上・下）』 光文社、1986年。

漫画
- 鄭問『東周英雄伝』より「孫武」
- 杜康潤 『江河の如く 孫子物語』KADOKAWA（中経出版BC）ComicWalker「キトラ」連載、単巻（書籍扱い）、2015年。
- 横山光輝 『史記』

テレビドラマ
- 『孫子』（原題：孫武、1997年、中国、孫武役：孫彦軍）
- 『孫子兵法』（原題：兵聖、2008年、中国、孫武役：朱亜文）
- 『孫子《兵法》大伝』（原題：孫子大傳、2010年、中国、孫武役：張豊毅）